# HD 9525
HD 9525，又名CD-37 589，SAO 193173、HR 445，是一颗恒星，视星等为5.51，位于銀經263.48，銀緯-76.89，其B1900.0坐标为赤經1h 28m 27.6s，赤緯-37° -76.89′ 43″。